# Cambridgea plagiata
Cambridgea plagiata är en spindelart som beskrevs av Forster och Wilton 1973. Cambridgea plagiata ingår i släktet Cambridgea och familjen Stiphidiidae. Inga underarter finns listade.